# Киријак I Византијски
Киријак I Византијски (грч. Κυριακός) је био епископ града Византиона у периоду 214.--230. године. На том месту наследио је епископа Филаделфија Византијског, а на месту епископа столовао је пуних 16 година. У неким изворима се наводи и под именом Кирилијан. Наследио га је епископ Кастиније Византијски.